# Guðmundur Steinarsson
Guðmundur „Gummi“ Steinarsson (* 20. Oktober 1979) ist ein isländischer Fußballspieler.

## Karriere
Guðmundur Steinarsson begann seine Karriere beim Keflavík ÍF, bei dem er die meiste Zeit seiner Karriere und immer wieder spielte. 2009 stand er beim liechtensteinischen Verein und Schweizer Super-Ligisten FC Vaduz unter Vertrag, bevor er nach Keflavík zurückkehrte.

### Nationalmannschaft
„Gummi“ spielte dreimal für Island. Sein Debüt gab er am 6. September 2008 in einem WM-Qualifikationsspiel gegen Norwegen (Endstand: 2:2), als er in der 74. Spielminute für Emil Hallfreðsson eingewechselt wurde.